# イラクサ科

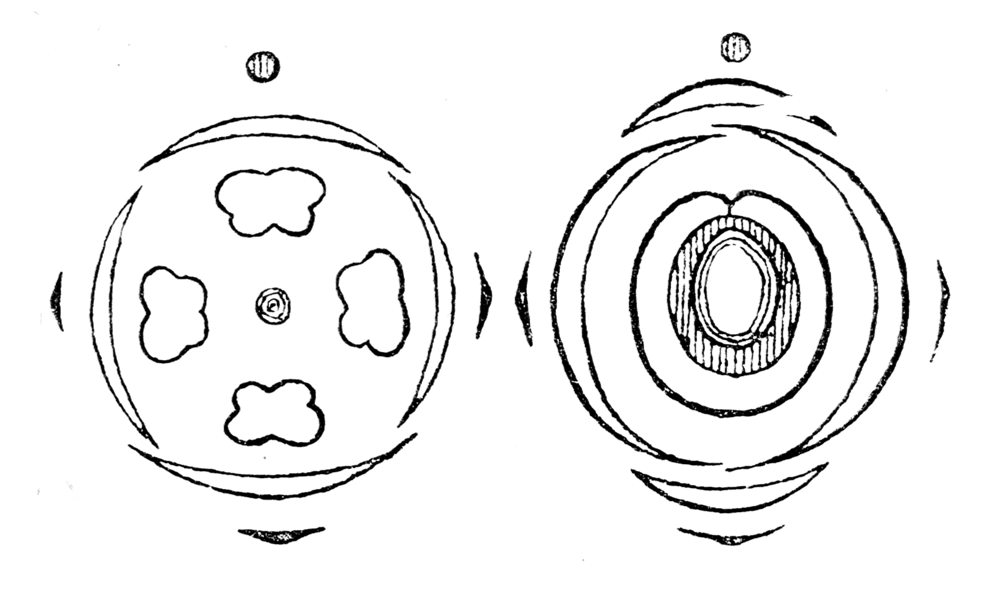
花式図

イラクサ科（イラクサか、Urticaceae）は、多くは草本で、一部に木本になるものを含む、被子植物の一群である。花が地味なのが特徴で、多くは単性、すなわち雄蘂か雌蘂のみを含む（花式図参照）。多くは風媒花で、地味な花を穂状につける。
世界中におよそ54属2600種があり、日本には12属約40種が産する。イラクサ属、イラノキ属などは葉や茎に毒を含んだ刺毛を有し、人や動物が触れると刺さって痛みや蕁麻疹を起こさせることで知られる。

## 分類
大きく4つのクレードに分けられる。

### clade III（Urticeae、イラクサ連）
- Urtica L. イラクサ属 - 80種
- Hesperocnide Torrey - 2種
- Nanocnide Blume カテンソウ属 - 2種、カテンソウ
- Girardinia Gaudichaud - 2種
- Dendrocnide Miquel イラノキ属 - 37種、イラノキ（D. meyeniana）、ギンピ・ギンピ（D.moroides）
- Discocnide Chew - 1種
- Poikilospermum Miquel - 20種
- Touchardia Gaudichaud - 2種 ハワイ
- Urera Gaudichaud - 35種
- Laportea Gaudichaud ムカゴイラクサ属 - 21種
- Obetia Gaudichaud - 7種

### clade II（Lecantheae）
- Meniscogyne Gagnepain
- Petelotiella Gagnepain
- Sarcopilea Urb. - 1種
- Pilea Lindley ミズ属 - 250種（incl. Achudemia Blume）、ミヤマミズ・ヤマミズ (P. japonica)・アオミズ (P. pumila
- Gyrotaenia Grisebach - 4種
- Lecanthus Weddell チョクザキミズ属 - 1種
- Myriocarpa Bentham - 18種
- Elatostema J. R. Forster & G. Forster ウワバミソウ属 - 300種
ランダイミズ・クニガミサンショウヅル・ヨナクニトキホコリ・ヤマトトキホコリ・アマミサンショウソウ (E. oshimense)・ウワバミソウ
- Pellionia サンショウソウ属 - 60種、ケイタオミズ・サンショウソウ・オオサンショウソウ
- Procris Jussieu セキモンウライソウ属 - 20種
- Aboriella Bennet - 1種

### clade I（Boehmerieae、カラムシ連）
- Boehmeria Jacq. カラムシ属 - 約80種、ヤエヤマラセイタソウ・カラムシ・ヤブマオ・ニオウヤブマオ・ラセイタソウ (B. biloba)・ヤナギバモクマオ・オガサワラモクマオ (B. boniensis) ・ナンバンカラムシ (B. nivea)・コアカソ (B. spicata)・アカソ (B. tricuspis)
- Cypholophus Weddell
- Debregeasia Gaudichaud ヤナギイチゴ属 - 4種、ヤナギイチゴ 東南アジア-北アフリカ
- Sarcochlamys Gaudichaud - 1種
- Archiboehmeria C. J. Chen - 1種
- Astrothalamus C. B. Robinson - 1種
- Nothocnide Chew - 4種
- Pipturus Weddell ヌノマオ属 - 30種、オオイワガネ (P. arborescens)
- Neraudia Gaudichaud - 5種 ハワイ
- Pouzolzia Gaudichaud オオバヒメマオ属 - 70種、ヤンバルツルマオ (P. zeylanica)
- Hemistylus Bentham - 4種 新熱帯
- Rousselia Gaudichaud - 3種
- Neodistemon Babu & A. N. Henry - 1種
- Gonostegia Miquel ツルマオ属 - 5種、ツルマオ (G. hirta)
- Chamabainia Wight - 2種
- Phenax Weddell - 12種
- Oreocnide Miquel ハドノキ属 - 4種、イワガネ (O. frutescens)・ハドノキ
- Droguetia Gaudichaud - 7種
- Australina Gaudichaud - 2種
- Didymodoxa E.Mey. ex Weddell - 2種
- Forsskaolea L. - 6種
- Gesnouinia Gaudichaud - 2種 カナリア諸島
- Parietaria L. ヒカゲミズ属 - 20種
- Soleirolia Gaudichaud - 1種

### clade IV（Cecropieae）
かつてセクロピア科とされていたグループ（6属270種）の大部分を含む。セクロピア科は古くはクワ科に含められており、クロンキスト体系では独立の科としていた。セクロピアはアステカアリと共生する蟻植物としても知られている。
- Cecropia Loefling セクロピア属 - 約80種 新熱帯
- Myrianthus P. Beauvois - 7種
- Coussapoa Aublet - 50種 新熱帯
- Pourouma Aublet - 50種
- Musanga R. Brown - 2種 アフリカ
- Leucosyke Zollinger & Moritzi - 35種
- Maoutia Weddell - 15種
- Gibbsia Rendle - 2種
- Metatrophis F.Br. - Metatrophis margaretae

クロンキスト体系や新エングラー体系では、本科はイラクサ目に属していた。